# Cocaine
Cocaine är en energidryck som säljs av Redux Beverages, och som utmärks av en mycket hög andel koffein. Drycken innehåller 1 120 milligram koffein per liter, mer än tre gånger så mycket som till exempel Red Bull, och mer än vanligt starkt kaffe. Varje burk innehåller 280 milligram koffein vilket är över sju gånger mer än EU:s gränsvärde för när en varningstext om hög koffeinhalt krävs. Burkens innehållsförteckning säger också att den innehåller 760 milligram taurin, som är en vanlig ingrediens i energidrycker.
Cocaine förbjöds i USA då FDA avgjort att det var olagligt att marknadsföra den som både en drog och ett födosupplement. I slutet av maj 2007 återinfördes den under namnet "No Name:" (svenska: inget namn), med plats för köparen att skriva in ett eget namn på drycken. Drycken saluförs i många länder i Europa och har där hela tiden hetat Cocaine.
Drycken har lanserats i Sverige under november 2009, och Livsmedelsverket hade samma månad inte slutfört sin utvärdering av drycken. Miljönämnden i Höganäs förbjöd dock i november den svenska importören att sälja produkten i Sverige då det inte finns någon text på burken som varnar för det höga koffeininnehållet.